# Cyrus Vance
Cyrus Roberts Vance, född 27 mars 1917 i Clarksburg, West Virginia, död 12 januari 2002 i New York, var en amerikansk politiker (demokrat) och USA:s utrikesminister under president Jimmy Carter åren 1977–1980.

## Biografi
Vance tjänstgjorde i såväl John F. Kennedys som Lyndon B. Johnsons administrationer under försvarsminister Robert McNamara, först som arméminister 1962–1964 och sedan som biträdande försvarsminister 1964–1967. Som arméminister ansvarade han för att armén skickades till University of Mississippi för att skydda den svarta studenten James Meredith 1962. Han stödde till en början Vietnamkriget, men blev mot slutet av 60-talet allt mer tveksam till det amerikanska deltagandet.
Som utrikesminister arbetade Vance för ökad avspänning och var pådrivande för nedrustningsavtalet SALT II samt Camp David-avtalen tillkomst. Hans inflytande minskade i takt med att den nationella säkerhetsrådgivaren Zbigniew Brzezinskis ökade. Vance avgick från sin post 1980 i protest mot hur Carter hanterade gisslankrisen i Iran, en händelse som också starkt bidrog till Carters förlust i presidentvalet 1980.
Vance var FN-förhandlare i fredssamtalen gällande Bosnien-Hercegovina 1992-1993, men tvangs dra sig tillbaka på grund av dålig hälsa. Tillsammans med EG-förhandlaren Lord David Owen framlade han Vance-Owen fredsplanen, som gick ut på att dela upp republiken i tio halvautonoma provinser. Planen förkastades av den bosnisk-serbiska sidan.